# Religija u Moldaviji
Religija Moldavije odvojena je od države po tome što je puno drugačija od bilo koje druge državne religije u zapadnoj Europi. Ustav Republike Moldavije jamči slobodu vjeroispovijesti, a nacionalna vlada općenito poštuje to pravo u praksi. Međutim, Zakon sadrži ograničenja koja s vremena na vrijeme mogu spriječiti aktivnosti nekih vjerskih skupina.
Općenito prijateljski odnos među religijama u moldavskom društvu doprinosi vjerskoj slobodi. Međutim, postoje sporovi među raznim granama pravoslavlja. 

## Pravoslavna crkva
Primarna religija je kršćanstvo, a 90 % stanovništva nominalno su pravoslavci. Administrativno, postoje dvije autonomne pravoslavne (ruska i rumunjska) u okviru pravoslavnoga zajedništva. Metropolija Kišinjeva i Moldavije (pripada Ruskoj pravoslavnoj crkvi) ima 1194 župa; Metropolija Besarabije (pripada Rumunjskoj pravoslavnoj crkvi) ima 124 župa. Osim toga sljedbenici Ruske pravoslavne crkve staroga obreda čine oko 3,6 posto stanovništva. Vjerski tradicija pravoslavlja se isprepliću u kulturi i baštini Moldavije. Čak i mnogi ateisti rutinski slave vjerske blagdane, pale svijeće i ljube ikone.

## Rimokatoličanstvo
Oko 0.5% ukupnog stanovništva Republike Moldovije (oko 20 000 osoba) se izjašnjavaju kao katolici, a u državi djeluje s radom samo jedna biskupija sa sjedištem u glavnom gradu Kišinjevu. Trenutno u 13 župa djeluje 11 dijecezanskih i 13 običnih svećenika, 22 redovnika i 43 časne sestre iz različitih redova. U biskupiji se tiska mjesečnik "Dobar savjet". Moldavski biskup Anton Coșa rođen je u Rumunjskoj.

## Galerija
- Širenje kršćanstva u Europi i na Sredozemlju.
- Europa u doba velike podjele 1054. godine.
- Religija u Europi, na Sredozemlju i na Bliskom Istoku 1100.
- Religije u Europi 1560.